# 李连生 (1951年)
李连生（1951年—），男，天津人，中华人民共和国外交官，曾任中华人民共和国驻厄立特里亚国特命全权大使。

## 生平
1976年，进入中华人民共和国外交部工作，先后在外交部办公厅、外交部美洲大洋洲司、驻斐济大使馆、外交部新闻司、国务院外事办公室任职，期间赴加拿大卡尔顿大学进修两年。1998年，任中央政府驻香港联络办公室处长。2000年，任中央外办政研局副司级助理巡视员、副局长。2006年，任驻美国大使馆参赞。2009年8月，出任中华人民共和国驻厄立特里亚大使。2012年5月，自驻厄立特里亚大使离任。

## 家庭
已婚，有一女。